# ジェイミー・リン・スピアーズ
ジェイミー・リン・スピアーズ（Jamie Lynn Spears、1991年4月4日 - ）は、アメリカ合衆国の女優、歌手。身長166cm。ポップ歌手ブリトニー・スピアーズの妹で、ニコロデオンのテレビドラマ『Zoey 101』のゾーイ・ブルックス役を演じたことで知られている。

## 来歴
ミシシッピ州マコームで生まれ、ルイジアナ州ケントウッドで育つ。
子供向けバラエティ番組『All That』にレギュラー出演。この番組は、レギュラーメンバーのキッズが歌やダンス、トークを披露し、毎回豪華なゲストが登場するので人気があった。ジェイミーの姉ブリトニーもゲストとして出演した。
子供向けチャンネルニコロデオンのティーン向けドラマ『Zoey 101』で主役を演じ、人気を得た。『Zoey 101』をもとにしたファッション・ブランドも出ており、そのカタログとファッションショーにも出演した。ニコロデオン主催のキッズ・チョイス・アウォーズではアメリカのキッズの投票により、最優秀女優賞を受賞した。
しかし、16歳の時に交際相手の子供を妊娠していることが明かされ、これがきっかけで2008年に主演作の『Zoey 101』が打ち切りとなった。

### 音楽活動
2012年にカントリーミュージシャンとしてデビューし、芸能活動を再開した。2013年11月にファーストシングル「How Could I Want More」をリリース。また、翌月に姉ブリトニーが発表したアルバム『ブリトニー・ジーン』の収録曲「Chillin' With You」で姉妹共演が実現している。翌2014年にはEP『The Journey』をリリースした。
彼女自身はTrippleImageという3姉妹が組むグループとのレコーディングを経験済み。

## Zoey 101
番組は、2005年1月9日から2008年5月2日にかけて4シーズン65話が放送された。先述した妊娠の発覚が原因で、第4シーズンをもって制作を打ち切った。スピアーズは主人公のゾーイ・ブルックスを演じた。共演者にはアレクサ・ニコラスやクリストファー・マッセイ、後に『ビクトリアス』で主演を務めるヴィクトリア・ジャスティスなどがいた。

## 私生活
2007年12月、雑誌のインタビューにて妊娠3か月であることを打ち明け、翌年6月19日に女児マディ・ブリアンを出産した。父親はケイシー・アルリッジ（配管工）。

## フィルモグラフィ

### テレビ
- スイート・マグノリアス Sweet Magnolias (2020 - ) ノーリーン・フィッツギボンズ役

## 主な音楽作品

### EP
- The Journey （2014年）

### シングル
- How Could I Want More （2013年）
- Sleepover (2016年)